# Saliou Mbacké
Pour les articles homonymes, voir Mbacké et Saliou.
Serigne Saliou Mbacké, né à Diourbel le 22 septembre 1915 et décédé à Touba le 28 décembre 2007, est une personnalité religieuse du Sénégal. Il est le fils de Cheikh Ahmadou Bamba, fondateur du Mouridisme. Il est le 5e khalife des mourides entre 1990 et 2007 et bénéficie, à ce titre, d'une grande aura dans cette communauté, au Sénégal.

## Ses œuvres
Serigne Saliou Mbacké devient khalife des mourides à la suite du décès de son frère Serigne Abdou Khadr Mbacké.
Serigne Saliou Mbacké ouvre plusieurs daaras où les étudiants suivent une éducation religieuse et travaillent dans les champs éparpillés à travers le pays (Ngott, Ndiapndal, Ndiouroul, Ndooka…).
Grand producteur, il a réalisé un énorme projet agricole (à Khelcom) sur une surface de 45 000 ha. Il reprend de nombreux travaux de rénovations aussi bien internes qu'externes de la mosquée et la construction de l'université islamique « al-Azhar » qu'avait entamée son frère aîné Serigne Abdoul Ahad Mbacké.
Il met en œuvre un plan de viabilisation de terrains d'environ 100 000 parcelles.[réf. nécessaire] Serigne Saliou Mbacké fait améliorer les réseaux d'approvisionnement en électricité et de traitement des eaux de pluie de Touba. Il fait aussi installer un hôpital dans la ville.
Serigne Saliou Mbacké est le dernier fils de Cheikh Ahmadou Bamba. Après sa mort, Serigne Mouhamadou Lamine Bara Mbacké (en), petit-fils de Bamba devient khalife.